# Tenajar
Tenajar is een bestuurslaag in het regentschap Indramayu van de provincie West-Java, Indonesië. Tenajar telt 9368 inwoners (volkstelling 2010).